# Stelis mucronipetala
Stelis mucronipetala är en orkidéart som beskrevs av Rudolf Schlechter. Stelis mucronipetala ingår i släktet Stelis och familjen orkidéer. Inga underarter finns listade i Catalogue of Life.